# Code de droit international privé (Monaco)
Le Code de droit international privé est un code juridique regroupant des règles de droit international privé actuellement en vigueur dans la principauté de Monaco. Il est introduit en 2017.

## Histoire
Le mouvement de codification ou de révision du droit international privé, qui se développe particulièrement en Europe depuis le dernier tiers du XXe siècle, voit émerger comme référence majeure la loi suisse du 18 décembre 1987. À Monaco, l'absence de visibilité du droit international privé interne résulte du nombre limité de conventions internationales, de dispositions éparses dans le Code civil et le Code de procédure civile, ainsi que d'une « jurisprudence de qualité mais fragmentée et d'un accès difficile ». La doctrine demeure également peu développée, malgré la configuration démographique de la Principauté et l'implantation de nombreuses entreprises étrangères, générant un nombre important de situations à caractère international.
L'idée d'une loi spécifique circule pendant plusieurs décennies. En 2010, le Conseil national engage le processus et confie à Paul Lagarde, en collaboration avec Géraldine Gazo, avocate-défenseure spécialisée en droit international privé, la rédaction d'un projet. Le document est achevé en 2011, adopté à l'unanimité par le Parlement monégasque sous forme de proposition de loi, puis transmis au Gouvernement. Après un examen et des modifications ponctuelles, le texte est soumis à nouveau au Conseil national et promulgué en loi six ans plus tard,.

## Structure actuelle
| Hiérarchie | Subdivision | Intitulé                                                             | Articles |
| ---------- | ----------- | -------------------------------------------------------------------- | -------- |
| 1          | Titre I     | Dispositions générales                                               | 1er - 28 |
| 1.1        | I           | Dispositions préliminaires                                           | 1er - 2  |
| 1.2        | II          | Compétence judiciaire                                                | 3 - 12   |
| 1.3        | III         | Reconnaissance et exécution des jugements et actes publics étrangers | 13 - 20  |
| 1.4        | IV          | Conflits de lois                                                     | 21 - 28  |
| 2          | Titre II    | Personnes physiques                                                  | 29 - 67  |
| 2.1        | I           | État et capacité                                                     | 29 - 31  |
| 2.2        | II          | Mariage                                                              | 32 - 41  |
| 2.2.1      | 1.          | Formation du mariage                                                 | 32 - 34  |
| 2.2.2      | 2.          | Droits et devoirs respectifs des époux                               | 35       |
| 2.2.3      | 3.          | Régime matrimonial                                                   | 36 - 39  |
| 2.2.4      | 4.          | Divorce et séparation de corps                                       | 40 - 41  |
| 2.3        | III         | Filiation et adoption                                                | 42 - 51  |
| 2.3.1      | 1.          | Filiation                                                            | 42 - 45  |
| 2.3.2      | 2.          | Adoption                                                             | 46 - 51  |
| 2.4        | IV          | Obligations alimentaires                                             | 52 - 55  |
| 2.5        | V           | Successions                                                          | 56 - 67  |
| 3          | Titre III   | Obligations                                                          | 68 - 91  |
| 3.1        | I           | Obligations contractuelles                                           | 68 - 76  |
| 3.2        | II          | Obligations non contractuelles                                       | 77 - 85  |
| 3.3        | III         | Règles communes                                                      | 86 - 91  |
| 4          | Titre IV    | Biens                                                                | 92 - 97  |
| 5          | Titre V     | Trusts                                                               | 98 - 100 |